# Temptation Island VIP (prima edizione)
La prima edizione del reality show Temptation Island VIP è andata in onda ogni martedì in prima serata su Canale 5 dal 18 settembre al 9 ottobre 2018 per quattro puntate con la conduzione di Simona Ventura.
Le puntate sono state registrate all'Is Morus Relais. La sigla del programma è stata una versione ridotta della canzone Love the Way You Lie di Eminem feat. Rihanna.

## Le coppie
Le coppie che partecipano sono:
- Fabio Esposito e Marcella Esposito (fidanzati da 2 anni e mezzo)
- Andrea Zenga e Alessandra Sgolastra (fidanzati da 2 anni e mezzo)
- Stefano Bettarini e Nicoletta Larini (fidanzati da 1 anno e 3 mesi)
- Patrick Baldassarri e Valeria Marini (fidanzati da 6 mesi)
- Sossio Aruta e Ursula Bennardo (fidanzati da 5 mesi)
- Giordano Mazzocchi e Nilufar Addati (fidanzati da 4 mesi)

## Tentatrici
L'età delle tentatrici si riferisce al momento dell'arrivo sull'isola delle tentazioni.
| Tentatrice         | Età     | Professione                                 | Nazionalità |
| ------------------ | ------- | ------------------------------------------- | ----------- |
| Ausra Beleckaite   | 29 anni | Modella                                     | Lituania    |
| Barbara Fumagalli  | 28 anni | Modella, ex moglie di Niccolò Canepa        | Italia      |
| Carla Cinciripi    | 25 anni | Modella                                     | Italia      |
| Elena Berlato      | 22 anni | Modella                                     | Italia      |
| Emma Dalla Benetta | 29 anni | Modella, ex Bella Befana di Affari tuoi     | Italia      |
| Erjona Sulejmani   | 29 anni | Modella, ex moglie di Blerim Džemaili       | Albania     |
| Federica Ciocci    | 26 anni | Modella, ex concorrente di Miss Italia 2013 | Italia      |
| Laura Bragato      | 30 anni | Modella, Influencer                         | Italia      |
| Laura Cremaschi    | 31 anni | Showgirl, ex Bonas di Avanti un altro!      | Italia      |
| Martina Dattola    | 22 anni | Modella                                     | Italia      |
| Sara Melucci       | 25 anni | Modella                                     | Italia      |

## Tentatori
L'età dei tentatori si riferisce al momento dell'arrivo sull'isola delle tentazioni.
| Tentatore               | Età     | Professione                                                                          | Nazionalità |
| ----------------------- | ------- | ------------------------------------------------------------------------------------ | ----------- |
| Andrea Cerioli          | 29 anni | Personaggio TV, ex concorrente del Grande Fratello 13, ex tronista di Uomini e donne | Italia      |
| Andrea Tacconi          | 23 anni | Modello, figlio di Stefano Tacconi                                                   | Italia      |
| Artur Dainese           | 28 anni | Modello                                                                              | Ucraina     |
| Davide Rossi            | 32 anni | Attore, figlio di Vasco Rossi                                                        | Italia      |
| Francesco Chiofalo      | 29 anni | Personal trainer, ex concorrente di Temptation Island                                | Italia      |
| Giorgio Alfieri         | 38 anni | Personaggio Tv, ex tronista di Uomini e donne                                        | Italia      |
| Guido Cicogna           | 35 anni | Modello                                                                              | Italia      |
| Ivan González           | 26 anni | Modello, ex tronista di MYHYV                                                        | Spagna      |
| Nicolò Federico Ferrari | 25 anni | Imprenditore, ex membro di Riccanza, ex corteggiatore di Uomini e donne              | Italia      |
| Nicolò Raniolo          | 26 anni | Ex tentatore di Temptation Island, ex corteggiatore di Uomini e donne                | Italia      |
| Pierpaolo Pretelli      | 28 anni | Personaggio TV, ex velino di Striscia la notizia                                     | Italia      |

## Ascolti
| Puntata | Messa in onda     | Telespettatori | Share  |
| ------- | ----------------- | -------------- | ------ |
| 1       | 18 settembre 2018 | 3 449 000      | 19,85% |
| 2       | 25 settembre 2018 | 3 992 000      | 22,21% |
| 3       | 2 ottobre 2018    | 3 652 000      | 20,86% |
| 4       | 9 ottobre 2018    | 4 034 000      | 22,42% |
| Media   | Media             | 3 782 000      | 21,34% |